# Heinrich Gogarten
Emil Heinrich Gogarten, gelegentlich auch Henri bzw. Henry Gogarten, (* 23. August 1850 in Linz am Rhein; † 16. November 1911 in München) war ein deutscher Landschaftsmaler.

## Leben
Gogarten studierte an der Kunstakademie Düsseldorf. Von 1867 bis 1869 war er Schüler der Landschafterklasse von Oswald Achenbach. Mit dessen Unterstützung wirkte er von 1874 bis 1877 in Paris. Anschließend kehrte er nach Deutschland zurück und lebte von 1878 bis 1889 in Hamburg. Im Sommer 1889 ließ sich Gogarten in München nieder und schloss sich 1891 der Künstlerkolonie Dachau an. Neben Ausstellungen in der Kunstakademie konnte Gogarten auch im Münchner Glaspalast ausstellen. 1902 siedelte er nach Karlsfeld bei Dachau um. Seit 1880 hatte er auch die Berliner Akademieausstellung und 1899 bis 1901 die Große Berliner Kunstausstellung beschickt.

## Werke
Gogarten, der seine Bilder auch mit Henri Gogarten signierte, malte mit Vorliebe Winterlandschaften. Er entnahm die Motive beispielsweise aus der Heide aber auch der oberbayrischen Gebirgswelt, dem Dachauer Moor und dem Chiemgau. Seine Bilder befinden sich in Privatbesitz sowie in der Lübecker Gemäldesammlung, der Sammlung des Prinzen Leopold von Bayern oder der Dachauer Galerie.
- Hünengrab in der Lüneburger Heide, Öl, signiert, undatiert (im Privatbesitz)
- Westfälische Landschaft
- Blick auf Dorf am Meer, Öl auf Holz 60 × 75 cm, signiert und datiert 1886 (im Privatbesitz)
- Auslaufender Dampfer, Miniatur, Aquarell, signiert Hamburg 1889 (im Privatbesitz)
- Winterlandschaft mit Wildenten, Öl, signiert, rücks. Widmung und datiert 1909 (im Privatbesitz)
- Spaziergänger im Wald (Winterlandschaft), Öl, signiert, undatiert (im Privatbesitz)
- Winterlandschaft mit Rehen, Öl, signiert, datiert 1906 (im Privatbesitz)
- Abendstimmung im Wald am Bachlauf, Öl, signiert, undatiert (im Privatbesitz)
- Abendstimmung am See, Öl, signiert, undatiert (im Privatbesitz)
- Waldlandschaft
- Winterlandschaft mit Eisläufer
- Abendrot
- Maler im Gebirge
- Am Golf von Neapel, Öl 21 × 26 cm, signiert und datiert 1892
- Dachauer Sommerlandschaft
- Reisigsammlerinnen im Wald, Öl/Lwd., 50 × 40 cm, signiert und datiert 1890
- Sommerlandschaft, Öl/Lwd signiert, datiert 1902, 32,5 cm × 52,5 cm
- Rattenberg am Inn, Öl/Lwd. 50 × 66 cm, signiert und datiert 28. September 1899
- Abendstimmung
- Felsige Landschaft mit Blick auf einen See